# Heinrich Brömse (Politiker, 1507)
Heinrich Brömse (* 1507 in Lübeck; † 18. Oktober 1563 ebenda) war Ratsherr der Hansestadt Lübeck.

## Leben
Heinrich Brömse war Sohn des Lübecker Ratsherrn Dietrich Brömse und der Margarethe Bere († 1552), Tochter des Lübecker Ratsherrn Johann Bere, Sein Vater starb ein Jahr nach seiner Geburt. Seine Mutter verheiratete sich wieder mit Lambert Wickinghof, der 1529 starb. Nach dem Tod seiner Mutter stiftete Brömse 1552 ein Hans Kemmer zugeschriebenes Votivbild,  das diese und seinen Stiefvater vor einer Darstellung der Taufe Jesu und der Bußpredigt Johannes des Täufers zeigt.
Brömse gehörte 1532 zu den letzten in die patrizische Zirkelgesellschaft in Lübeck aufgenommenen Mitgliedern, ehe diese im Zuge der Reformation in Lübeck aufgelöst wurde. Nach der Wullenwever-Zeit in Lübeck und kurz vor dem Tode seines Onkels, des Bürgermeisters Nikolaus Brömse, wurde er 1541 Ratsherr in Lübeck. 
Heinrich Brömse war mit Magdalena Lüneburg, einer Tochter des Ratsherrn Johann Lüneburg, verheiratet. Sein Sohn, der spätere Lübecker Bürgermeister Dietrich von Broemse, war 1580 einer Initiatoren der Neugründung der Zirkelgesellschaft.
Heinrich Brömse bewohnte von 1556 bis 1560 das Haus in der Königstraße 13, ab 1560 das Haus Königstraße 57. Er erhielt nach seinem Tode ein Epitaph in der Lübecker Marienkirche gesetzt.